# 宇宙荒舟
《宇宙荒舟》（Space Hulk）是一套Games Workshop最初發行於1989年，並在2009年重新發行的圖版遊戲。這套遊戲根基於Games Workshop的《戰鎚40000》系列，主軸是星際戰士對抗佔據遠古船艦的外星生物基因竊取者（Genestealer）。

## 背景
《宇宙荒舟》設定於《戰鎚40000》的宇宙中，而宇宙荒舟是對那些在亞空間（Warp）中迷失的船艦或其他物體的總稱，當船艦要星際旅行時，透過穿梭亞空間可以讓船艦在短時間內就行過廣大的宇宙，到達目的地。然而這種旅行有相當的危險性，亞空間中充滿風暴與各種怪物，一艘船的船員被上述以及其他危險消滅掉的事件實在不是少數。這樣一艘失去船員的船就這樣在亞空間裡飄流數個世紀。然而偶爾亞空間會和現實世界相觸，產生亞空間風暴，亞空間的鬼船會被拉到該處，撞在一起。這樣數艘船混起來的物體就是宇宙荒舟。
有些宇宙荒舟很小，只包含了兩三艘船艦，其他的可能很大，體積高達數百立方公里。當這些荒舟出現在現實世界時，他們就有可能成為基因竊取者的窩。另外，宇宙荒舟可能包含了珍貴的貨物，例如透過失落的科技製造的物品。
《宇宙荒舟》主要述說的是星際戰士聖血天使戰團（Blood Angels）探查一個被他們稱作「詛咒的原罪」（Sin of Damnation）的巨大宇宙荒舟，以及他們在這個宇宙荒舟上與外星生命基因竊取者對峙的故事。根據聖血天使在此處的活動，第三版遊戲的任務書提供了十二個任務。聖血天使們曾經為了驅離一個巨大的宇宙荒舟而試圖進入它的引擎室與控制室，然而在大批基因竊取者的攻擊下，整個戰團只有約五十人存活，因此他們把這次的行動當成雪恥的機會。
在《戰鎚40000》裡，宇宙荒舟指的是為了這個遊戲設定的廢棄船團集結物。此外，宇宙荒舟可能住有基因竊取者以外的生物或怪物，包含混沌勢力的追隨者（他們不在意在亞空間中旅行）、亞空間惡魔以及歐克蠻人，歐克會把駕駛宇宙荒舟當成星際旅行的一種標準手段。

## 遊戲進行
以下敘述以第三版為準。
在遊戲開始前，玩家要透過紙版製的遊戲區塊，例如走廊、交叉路口以及房間，來佈置他們的遊戲區域，這些紙版可以像拼圖一樣接起來，佈置成一塊遊戲平面。另外還有可以立起來、放置在這些紙版上的門。官方的任務書裡提供數個遊戲任務來給玩家遊玩，這些任務都在各種不同的場景下發生，並且有他們各自的任務目標、勝敗條件和特殊規則。玩家們會有一定數量的塑膠模型，這是他們的遊戲棋子（和Games Workshop其他的戰棋遊戲一樣，這些模型需要上色，但是可以直接組裝起來，不需接著劑）。除此以外，場上還會有一些物品，例如聖物，有些任務會要求星際戰士玩家攜帶這個物品到任務區以外來獲得勝利。
遊戲需要兩名玩家，其中一方扮演星際戰士，另一方扮演基因竊取者。對星際戰士玩家而言，他只有有限的兵力可供差遣，而且只有有限的時間做出決策（基因竊取者玩家要以一個沙漏幫他倒數）。通常他的任務會是逃離任務區塊、護送重要的物品至任務區塊以外、摧毀某些物品或者消滅基因竊取者。由於他的兵力很有限，星際戰士玩家時常要謹慎的思考戰略。而對基因竊取者玩家而言，限制相對來說就少了，他的時間和兵力大都不受限制，而且基因竊取者的行動力比星際戰士高，表示一隻基因竊取者可以在一回合內做出比星際戰士更多的動作，例如追上星際戰士或者發動更多攻擊。另外，星際戰士長於射擊，近戰力相對較差，基因竊取者不能射擊，可是有很好的近戰能力。某些星際戰士配備了特別的武器，或者身為士官、智庫館長（Librarian）而有較高的能力，基因竊取者除了一隻蟲王以外皆是相同的。
一個遊戲回合由星際戰士方開始，一般來說他所有的可用人物在遊戲開始都會佈署在指定的區域入場。星際戰士必須先抽取命令點，這是一個可以讓星際戰士在自己的回合讓部隊做出更多動作，或者在基因竊取者回合有條件地使用的額外行動點。接下來是動作階段，星際戰士玩家此時就指揮他的模型進行移動、開關門、射擊、近戰等動作以完成任務。當星際戰士玩家主動結束他的回合，或者基因竊取者玩家手上的沙漏倒數完了，那就輪到基因竊取者玩家動作。基因竊取者玩家必須先抽取敵蹤卡版（Blip，每個任務都會說明他每個回合能抽幾個）並在基因竊取者的入場口部署這些卡版，一個敵蹤代表一定數量、隱藏起來的基因竊取者模型（卡版朝下的一側註明了數字），敵蹤像一般的模型那樣在遊戲場上移動。在基因竊取者玩家主動把他們掀開，或者他們被星際戰士模型「看到」以前，一個敵蹤代表的確切數目只有基因竊取者玩家知道。敵蹤不能主動進入星際戰士模型的視野區，也不能發動攻擊。基因竊取者玩家隨時可以掀開敵蹤，並且放置和上面的數字相同數量的基因竊取者模型到原本敵蹤佔去的格子周圍。在基因竊取者玩家抽取了他的敵蹤以後，他就進入他的動作階段，這時可以讓敵蹤由任務指定的入場區塊進入遊戲區域，並指揮敵蹤和已經現形的基因竊取者，他要做的通常是阻止星際戰士玩家完成任務。
當雙方玩家都動作完以後，就進入任務重整階段（Mission status phase）。雙方此時將確認是否某方已經達到勝利的條件，若無，則進入下一個回合。如此重覆直到贏家產生為止。

## 版本

### 第一版

#### 擴充
第一版有兩個擴充包：
- 《Deathwing》 注重於額外的星際戰士武器、星際戰士智庫館長、新特色和規則
- 《Genestealer》 引入了基因竊取者混種，大幅地擴充了基因竊取者玩家的戰術可能性，也加入了精緻的靈能戰鬥系統。

更多的劇情和規則在《白矮人》（White Dwarf）和《Citadel Journal 》雜誌上釋出。一本名為《宇宙荒舟戰役》（Space Hulk Campaigns）的精裝書於1991年釋出，後來在1993年也以平裝本重新印行。這本書包含了許多雜誌裡的內容，例如終結者叛徒、穿著動力裝甲的星際戰士和一些新遊戲區塊的規則。

### 第二版
儘管額外的劇情和遊戲區塊在《白矮人》雜誌中釋出，但第二版沒有擴充包。雖然這版的特色是更好的遊戲區塊美術以及終結者模型，不過這版和原來的規則比起來大幅地簡化了，也不像本來那樣有可能出擴充包，這是因為規則使用了特定的骰子。一個重大的改變在於命令點系統不再可以在敵方回合使用，這使遊戲的戰略複雜度改變了。火焰槍的規則也被變動了，標準武器和區域效果的火焰槍之間的差異不再那麼大。

### 使用戰鎚40000第四版的Kill-Team規則
Games Workshop不再支援《宇宙荒舟》的一和二版，他們建議透過修訂過的《戰鎚40000》裡的Kill-Team規則來重新進行遊戲。

### 第三版
在2009年8月17日，Games Workshop確認將重新釋出《宇宙荒舟》，並且在網站上開放預購，產品將在2009年9月5日釋出。郵購的存貨在釋出前就銷售一空，而Games Workshop商店裡的零售品則在釋出一禮拜後售完。官方已經宣佈沒有計劃要再次釋出這遊戲了。
這一版的規則某些程度上被現代化了，但大體而言與第一版相當類似。一個重要的規則改變是在監視狀態下槍枝卡彈的星際戰士並不會因此無法繼續監視。同時，一項新規則使星際戰士以進入守衛狀態（本質上是近戰版本的監視）。
第三版遊戲有新的盒裝美術，遊戲模型由Games Workshop重新雕塑。在雕塑和鑄模方面的進步使Games Workshop的亞歷克斯‧赫德斯特羅姆（Alex Hedström）讓模型人物的細節層次有相當地提昇，例如有個人物在動力拳套上安裝了掃描器。遊戲的紙版計數器和遊戲區塊使用了新的壓凹技術，可以在紙版上製造輕微的凹陷。這些遊戲區塊也比本來的還要厚、重。

## 衍生作品
有三個電子遊戲依據此桌上遊戲改編，第一個是在PC和Amiga上發行的《宇宙荒舟》（Space Hulk）；第二個是發行在PC、PlayStation、Sega Saturn以及3DO遊戲機的《宇宙荒舟：聖血天使的復仇》（Space Hulk: Vengeance of the Blood Angels）。這兩個都是根基於桌上遊戲而非桌上遊戲產品的戰術動作射擊遊戲。在2008年，一小群愛好者釋出了一個此桌上遊戲的PC版，其中有混雜的劇情，在網路上免費供人下載。然而，在一個月內該遊戲就從開發者網站上遭到移除。他們註記道網站的下載流量製造了些問題，並且Games Workshop威脅要採取法律行動，因為《戰鎚40000》的電子遊戲授權目前是THQ所擁有的。根據開發團隊的說法，他們想協調由THQ釋出此遊戲的嘗試遭到拒絕，導致該遊戲只好以「Alien Assault」的名字重新包裝。

在2005年，一個手機版的《宇宙荒舟》遊戲釋出了。這個遊戲和桌上版的相同，玩家可以選擇星際戰士或基因竊取者方進行遊戲。
一個愛好者製作，名為NetHulk的遊戲現在以免費軟體的型態供人下載。該遊戲讓玩家們可以透過網路或者區域網路連線，又或者以熱座模式進行正面交鋒。這遊戲的規則並不是嚴謹的依照桌上版而訂，而是一個一二版混合的規則。QSpacehulk則是另外一個愛好者製的免費遊戲，遊戲嚴格依照第二版規則進行。
另外，Fantasy Flight Games在2010年夏季出版了一個名為《宇宙荒舟：死亡天使》（Space Hulk: Death Angel - The Card Game）的卡牌衍生遊戲。

## 註記
1. ↑  .   [2011-08-21]. （原始内容存档于2011-08-23）.
2. ↑  .   [2011-08-21]. （原始内容存档于2011-08-23）.
3. ↑  . Games Workshop.   [2008-04-29]. （原始内容存档于2008-01-28）.
4. ↑  . Games Workshop.   [2009-09-03]. （原始内容存档于2011-07-11）.
5. 1 2  UK white Dwarf WD257 09/09
6. ↑  . Games Workshop.   [2009-08-17]. （原始内容存档于2011-05-04）.
7. ↑  . Teardown.   [2008-03-10]. （原始内容存档于2008-03-07）.
8. ↑  . Teardown.   [2009-08-08]. （原始内容存档于2009-11-28）.
9. ↑  . GameSpot.   [2007-03-08]. （原始内容存档于2007-02-26）.
10. ↑  . Fantasy Flight Games.   [2010-05-16]. （原始内容存档于2010-05-19）.